# Мануела Ґретковська
Мануе́ла Ґретко́вська (пол. Manuela Gretkowska; нар. 6 листопада 1964, Лодзь) — польська письменниця, кіносценаристка, фейлетоністка та громадська діячка, засновниця польської Партії жінок. Її книги «Метафізичне кабаре», «Пристрасний коханець», «Полька», «Європейка» перекладені українською.

## Життєпис
Мануела Ґретковська закінчила філософський факультет краківського Ягеллонського університету. У 1988 році виїхала до Франції і закінчила антропологію у École des hautes études en sciences sociales — Вищій школі соціальних наук. На початку 1990-тих повернулася до Польщі. Була заступницею головної редакторки журналу «Elle», потім керувала літературною частиною часопису. Писала есеї та фейлетони до видань «Elle», «Cosmopolitan», «Wprost», «Polityka», «Cogito».

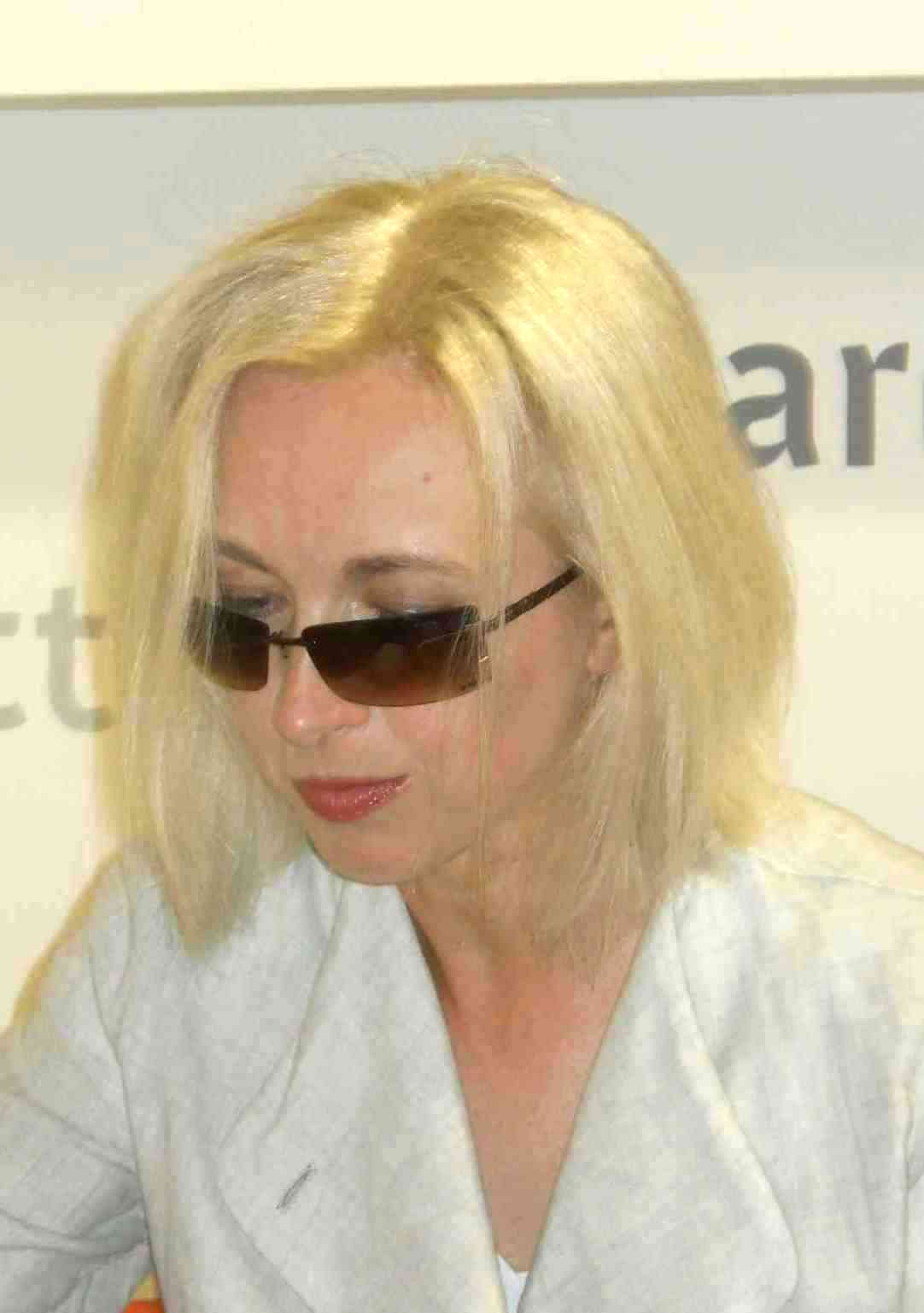
Мануела Ґретковська, 2011 рік

Дебютувала повістю «Ми тут емігранти» (1991), у якій іронічно розповіла про досвід молоді, що виїжджає з Польщі. Творчість молодої письменниці прихильно оцінив Чеслав Мілош, чий відгук опублікований у першому виданні. Наступні три книжки Ґретковської описують життя у Франції тогочасної мистецько-інтелектуальної еліти — «Паризьке таро» (1993), «Метафізичне кабаре» (1994) і «Підручник з людей». Том перший і останній: череп (1996) містить захоплення гностицизмом і кабалою, постаттю Марії Магдалини і мотивом черепа у світовій культурі. У той період письменниця зазнала слави «скандалістки» і «постмодерністки». Мануела Ґретковська не вдається до патетичної мови у прозі, її стилю набагато ближчі легкість і дошкульність есею. У 1996 році Ґретковська пише сценарій до фільму Анжея Жулавського «Шаманка».
1997-го виїжджає до Швеції. Видає збірку новел «Колекція пристрастей» (Namiętnik) (1998), книгу подорожніх нарисів та есеїв «Світовид» Światowidz (1998) і збірку фейлетонів під спільною назвою «Силікон» — Silikon (2000). Стає співавторкою сценарію першого сезону серіалу «Містечко» (2000). У найновішій творчості Ґретковська схиляється до прози особистої, доволі інтимної. «Полька» Polka (2001) була щоденником вагітності письменниці, а «Європейка» — Europejka (2004) показує дотепний образ нової європейської Польщі очима Ґретковської — інтелектуалки. «Польку» номінували до літературної нагороди Nike у 2002 році. У 2003-му авторка з партнером Пьотром Пєтухою пишуть книжку «Сцени з позашлюбного життя» — «Sceny z życia pozamałżeńskiego».
У 2007 році перетворює громадський рух «Польща — це жінка» («Polska jest kobietą») у нову політичну партію — «Партію жінок». У жовтні 2007-го, після парламентських виборів йде з керівництва партії, залишаючись її ідейною лідеркою.
Мешкає в Установі під Варшавою з дочкою Полею та психотерапевтом, письменником Пьотром Пєтухою. Колишній чоловік — Цезарій Міхальський.

## Книги
- My zdies' emigranty (1991)
- Tarot paryski (1993)
- Kabaret metafizyczny (1994) — «Метафізичне кабаре», переклад А. Павлишина. — Харків: «Фоліо», 2005.
- Podręcznik do ludzi (1996)
- Namiętnik (1998) — «Пристрасний коханець», переклад А. Павлишина. — Харків: «Фоліо», 2006.
- Światowidz (1998)
- Silikon (2000)
- Polka (2001) — «Полька», переклад О. Красюка, серія «День Європи». — Київ: Нора-друк, 2005.
- Sceny z życia pozamałżeńskiego (2003)
- Europejka (2004) — «Європейка», переклад Софії Андрухович, серія «День Європи». — Київ: Нора-друк, 2005.
- Kobieta i mężczyźni (2007)
- Na dnie nieba (2007)
- Obywatelka (2008)
- Miłość po polsku (2010)
- Trans (2011)
- Agent (2012)

## Сценарії до фільмів
- Шаманка (1996)
- Егоїсти (1999)
- Містечко (телесеріал)